# Regionalklasse
Die Regionalklasse ist ein Risikomerkmal zur Berechnung der Versicherungsprämie für die Kfz-Haftpflichtversicherung und Kaskoversicherung. Die Zuordnung zu einer Region erfolgt anhand des Hauptwohnsitzes des Fahrzeughalters (früher: Zuordnung nach dem amtlichen Kennzeichen). Die Regionalklassen werden durch sogenannte Indexwerte festgelegt. Die Versicherer sind in der Festlegung der Indexgrenzen frei, wobei es dadurch auch zu Abweichungen in der Regionalklassenzuordnung kommen kann, was aber eher selten der Fall ist. Da einige Versicherer bei gleichen Indexgrenzen die niedrigste Regionalklasse R0 (folgend R1, R2 usw.), andere R1 (folgend R2, R3 usw.,) benennen, kommt es hier lediglich optisch zu dem Eindruck einer unterschiedlichen Zuordnung.
Prinzipiell gilt für die Regionalklassen: Je niedriger die Einstufung in der Versicherungsklasse, desto günstiger ist die Autoversicherung. Erhöht sich der Beitrag durch eine Änderung der Typ- und Regionalklasse (zusammengefasst), kann der Vertrag zum Zeitpunkt der Wirksamkeit gekündigt werden, im Regelfall der 1. Januar eines Jahres. 
Ein Treuhänder ermittelt einmal im Jahr die Indexwerte für die jeweiligen Zulassungsbezirke. Die Regionalstatistik für die insgesamt 415 deutschen Zulassungsbezirke wird einmal im Jahr vom Gesamtverband der Deutschen Versicherungswirtschaft herausgegeben.
Seit dem 1. Januar 2002 werden auch Motorräder in der Kraftfahrthaftpflicht und -teilkaskoversicherung in eine Regionalklassensystematik eingeteilt. Aufgrund zu geringer statistischer Daten findet eine Regionalisierung in der Vollkaskoversicherung bisher nicht statt. Für die Versicherungsarten getrennt ergeben sich dabei unterschiedliche Werte, die vom Schadenverlauf abhängen. Es wird der Schadenverlauf der letzten fünf Jahre zugrunde gelegt. Die Regionalklasse eines Zulassungsbezirks in der Haftpflichtversicherung wird bestimmt durch 
- das Fahrverhalten aller Autofahrer
- der Anzahl der Schäden bezogen auf die Anzahl der zugelassenen Fahrzeuge
- die durchschnittliche Schadenhöhe

Gibt es in einem Bezirk einen Unfallschwerpunkt, kann das zu einem überdurchschnittlichen Schadenaufkommen führen. In der Kaskoversicherung spielen zudem die Diebstahlhäufigkeit, Sturm- und Hagelschäden sowie die Anzahl der Wildunfälle eine Rolle.
Tendenziell sind ländliche Bereiche mit wenig Verkehr beitragsmäßig günstiger als städtische Bereiche oder Landkreise mit hohem Durchgangsverkehr und somit erhöhter Schadenfrequenz. Die Regionalklasse ist fahrzeugunabhängig.